# ISAD(G)
ISAD(G) (abbreviazione di General International Standard Archival Description) è un'iniziativa del Consiglio Internazionale degli Archivi. Essa ha lo scopo di definire uno standard, adottabile dai vari membri, per la descrizione di archivi destinati alla registrazione di documenti prodotti da organizzazioni, persone e famiglie. La prima edizione è stata pubblicata nel 1994. Una sua seconda versione riveduta, nota come ISAD(G)2, è stata emessa nel 1999.

## Obiettivi
Elaborato tra il 1988 e il 1993, l'obiettivo dell'ISAD è quello di permettere la diffusione di informazioni sul contenuto e sull'interesse rivestito da fondi di archivio, a beneficio dei servizi archivistici e dei ricercatori: tale obiettivo necessita di un sistema standard che dia luogo a descrizioni omogenee, schede d'autorità comuni e accordi sui formati di interscambio. Lo standard promosso dall'ISAD(G) può essere adottato dai membri del Consiglio, attraverso implementazioni locali.

## Principi
L'iniziativa si informa a tre principi:
- validità del concetto di 'fondo archivistico' e, quindi, del principio di rispetto dei fondi[4];
- corrispondenza tra i livelli di classificazione e i livelli di descrizione;
- collegamenti gerarchici tra le descrizioni dei livelli.

ISAD(G) prevede 26 elementi descrittivi, la cui combinazione permette di descrivere qualsiasi unità archivistica. Questi elementi sono ripartiti in 7 aree: identificazione, contesto, contenuto, condizioni d'accesso, fonti complementari, note, controllo della descrizione. La prima zona, che è la più importante, comprende il codice dell'unità descritta, la titolazione che ne riassume il contenuto, il soggetto produttore, le date estreme, il livello di descrizione scelto e le indicazioni sul volume dell'unità descritta (metraggio lineare, numero dei pezzi, etc.). ISAD(G) non si occupa della gestione materiale, dell'indicizzazione, delle regole di scrittura e del vocabolario.